# Zoltán Lukács
Dans le nom hongrois Lukács Zoltán, le nom de famille précède le prénom, mais cet article utilise l’ordre habituel en français Zoltán Lukács, où le prénom précède le nom.
 (novembre 2017).
Si vous disposez d'ouvrages ou d'articles de référence ou si vous connaissez des sites web de qualité traitant du thème abordé ici, merci de compléter l'article en donnant les références utiles à sa vérifiabilité et en les liant à la section « Notes et références ».
Zoltán Lukács, né le 24 avril 1969 à Budapest, est une personnalité politique hongroise, député à l'Assemblée hongroise, membre du groupe MSzP.